# La Voix qui accuse
Pour plus de détails, voir Fiche technique et Distribution.
La Voix qui accuse est un film muet français réalisé par Henri Fescourt et sorti en 1913.
Le film dramatique se compose de deux parties : 
- Épisode 1 : Gaston Béraut
- Épisode 2 : L'aiguille d'émeraude

## Fiche technique
- Réalisation : Henri Fescourt
- Société de production : Société des Etablissements L. Gaumont
- Pays de production :  France
- Format : Noir et blanc — 35 mm — 1,33:1 film muet
- Genre : Drame
- Métrage : 644 m (2 réels)
- Date de sortie : France : 1913

## Distribution
Épisode 1
- Georges Melchior
- Raymond Lyon
- Maurice Luguet[1]
- Émilien Richaud : Gaston Béraut

Épisode 2
- Georges Melchior
- Raymond Lyon
- Maurice Luguet
- Victor Capoul